# Elbit Hermes 90
Elbit Hermes 90 (hebr.90 הרמס) – izraelski, taktyczny, bezzałogowy aparat latający (UAV – Unmanned Aerial Vehicle) opracowany przez firmę Elbit Systems.

## Historia
Hermes 90 po raz pierwszy publicznie pokazany został w 2009 roku na Międzynarodowym Salonie Lotniczym w Le Bourget. Jest to najmniejszy z serii aparatów Hermes. Jego konstrukcja oparta jest na projekcie Innocon Mini Falcon II, małego, taktycznego, bezzałogowego aparatu latającego opracowanego na początku pierwszej dekady XXI wieku. Standardowo Hermes 90 zaopatrzony jest w głowicę elektrooptyczną EIOp Micro CoMPASS z kolorową kamerą światła dziennego, kamerą termowizyjną i laserowym znacznikiem celów (opcjonalnie dalmierzem laserowym). Przekazywany przez kamery obraz jest dostępny w czasie rzeczywistym na konsoli operatora. Aparat przeznaczony jest do prowadzenia rozpoznania na szczeblu taktycznym. Samolot startuje z holowanej przyczepy. Czas przygotowania samolotu do lotu wynosi 15 minut. Może wykonywać loty po wcześniej zaplanowanej trasie jak również może być sterowany ze stanowiska naziemnego. Lądowanie w zależności od rodzaju nawierzchni następuje na płozach lub kołach. W 2009 roku zmodyfikowano podstawową wersję samolotu tworząc aparat oznaczony jako Elbit Hermes 90 HFE (Heavy Fuel Engine), w którym użyty silnik przystosowano do spalania standardowego paliwa silników odrzutowych JP5/8.